# ضربه شانس
ضربه شانس یا کودتای شانس (انگلیسی: Coup de chance) یک فیلم درام و دلهره‌آور فرانسوی به نویسندگی و کارگردانی وودی آلن با بازی لو دو لاژ، والری لمرسیر، ملویل پوپو و نیلس اشنایدر که در سال ۲۰۲۳ به نمایش درآمد.

## داستان
فیلم داستان جذاب یک زندگی عالی در شهر پاریس را روایت می‌کند. فانی و ژان زندگی شادی دارند و در آپارتمانی لوکس در بالای شهر زندگی می‌کنند. اما همه چیز تغییر می‌کند زمانی که فانی با آلن، دوست دبیرستانی سابق، دوباره ملاقات می‌کند. عشق قدیمی آلن به زندگی آن‌ها وارد شده و روابط به چالش کشیده می‌شود. در این حین، زن به تدریج ناراحت می‌شود و تصمیم می‌گیرد ماجرا را بررسی کند.
فانی و آلن یک رابطه مخفیانه آغاز می‌کنند و همه چیز به نظر می‌رسد که به خوبی پیش می‌رود. اما زن در اوج شب‌های اجتماعی شوهرش، تصمیم به استخدام دو جنایتکار می‌گیرد تا زندگی آلن را مختومه کند. اما این نقشه پیچیده به سرانجامی غیرمنتظره منجر می‌شود که…

## ساخت
فیلمبرداری در اکتبر ۲۰۲۲ در پاریس، فرانسه آغاز شد.

## بازخوردها
- این فیلم در وب‌سایت جمع‌آوری نقد راتن تومیتوز، بر اساس رای  ۷۰ منتقد، با میانگین امتیاز ۷٫۱ از ۱۰، دارای ۸۳ درصد محبوبیت است.[۶]
- در متاکریتیک، که از میانگین وزنی استفاده می‌کند، بر اساس رای ۱۶ منتقد، امتیاز ۶۳ از ۱۰۰ را به فیلم اختصاص داد که نشان‌دهنده نقدهای «عموماً مطلوب» است.[۷]